# Spermophagus pubiventris
Spermophagus pubiventris is een keversoort uit de familie bladkevers (Chrysomelidae). De wetenschappelijke naam van de soort werd in 1866 gepubliceerd door Flaminio Baudi di Selve.